# Kissajó
Kissajó (románul Șieuț, németül Kleinschangen, szász nyelven Kli-Schogn) község Romániában, Beszterce-Naszód megyében.

## Fekvése
Kissajó az Erdélyi-medence északkeleti részén, a Kelemen-havasok lábánál fekszik. Besztercétől délkeletre található.

## Története
A falu területén folytatott ásatások során bronzkori és vaskori leletek kerültek elő, valamint dák és római korból származó nyomok is.
Kissajó neve legelőször egy 1228-as oklevélben jelenik meg, Soyou néven. 1332-ben önálló plébániával rendelkezett, a plébános neve pedig Konrád volt. Lakói ekkor még németek voltak. Idővel a falu elnéptelenedett, majd 1670-ben románokkal telepítették be.
A trianoni békeszerződésig Beszterce-Naszód vármegye besenyői járásához tartozott. A második bécsi döntés során, 1940-ben visszaítélték Magyarországnak, ekkor épült a község határában a Szeretfalva–Déda-vasútvonal. 1944-ben újra Románia része lett.

## Lakossága
1910-ben 894 lakosa volt, melyből 828 román, 27 magyar, 33 cigány, 6 német.
2002-ben 829 fő lakta, 772 román és 57 cigány.